# 日置忠章
日置 忠章（へき ただあき、安永8年1月28日（1779年3月15日） - 文政4年5月1日（1821年5月31日））は、江戸時代中期から後期にかけての武士。岡山藩の家老。備前金川1万6000石の領主。
父は岡山藩家老日置忠辰。母は加賀藩今枝直郷の娘。正室は公家石野基憲の娘。養子は日置忠弼。通称は元八郎。幼名は元之助。

## 生涯
安永8年（1779年）1月28日に日置忠辰の嫡男として岡山に誕生する。同年12月15日に忠辰が江戸で急死し、忠章は幼いため、日置家の家督は縁戚の池田家からの養子忠英が相続した。天明2年（1782年）8月、忠英の養子となり、忠英の死去により家督相続、岡山藩家老・備前金川1万6000石の領主となる。
寛政8年（1796年）、藩士湯浅明善（湯浅常山の子）の建白を受けた藩主池田斉政は、藩の財政難打開のため、老中松平定信の寛政の改革に倣った藩政改革を開始する。改革反対派の仕置家老が罷免され、忠章が改革派として仕置家老に任じられ、藩政を担うこととなる。享和3年（1803年）10月、公家石野基憲の娘を正室に迎えることを藩主斉政より許される。文政元年（1818年）11月20日、縁戚の加賀藩士今枝直寛の弟の吟次郎（忠弼）を養子として迎える。
文政4年（1821年）死去。家督は養子の忠弼が相続した。